# Doryichthys boaja
Doryichthys boaja е вид лъчеперка от семейство иглови (Syngnathidae). Видът не е застрашен от изчезване.

## Разпространение и местообитание
Разпространен е във Виетнам, Индонезия (Калимантан, Суматра и Ява), Камбоджа, Малайзия (Западна Малайзия и Саравак), Сингапур и Тайланд.
Обитава сладководни басейни, реки и потоци.

## Описание
На дължина достигат до 41 cm.